# Тетильківці (Золочівський район)
Тети́льківці — село в Україні, у золочівському районі Львівської області, на річці Іква. Населення становить 213 осіб. Орган місцевого самоврядування — Підкамінська селищна рада. Розташоване у 22 км. від колишнього райцентру, м.Броди.

## Історія
У 1880 році було 49 домів 323 мешканця, з низ 286 греко-католиків, 25 римо-католиків, 12 юдеї
1909р - в  селі  греко- католикаи себе вважали 449 осіб,  2 особи - римо - католики. В селі в цей час проживала одна єврейська родина.
В селі була однокласова українська школа.
Під час Першої світової війни, коли село було окуповано росіянами , окупаційна  влада організувала школу , вчитетем був П. Заганяч, ймовірно присланий з Росії.